# Знаки зодиака

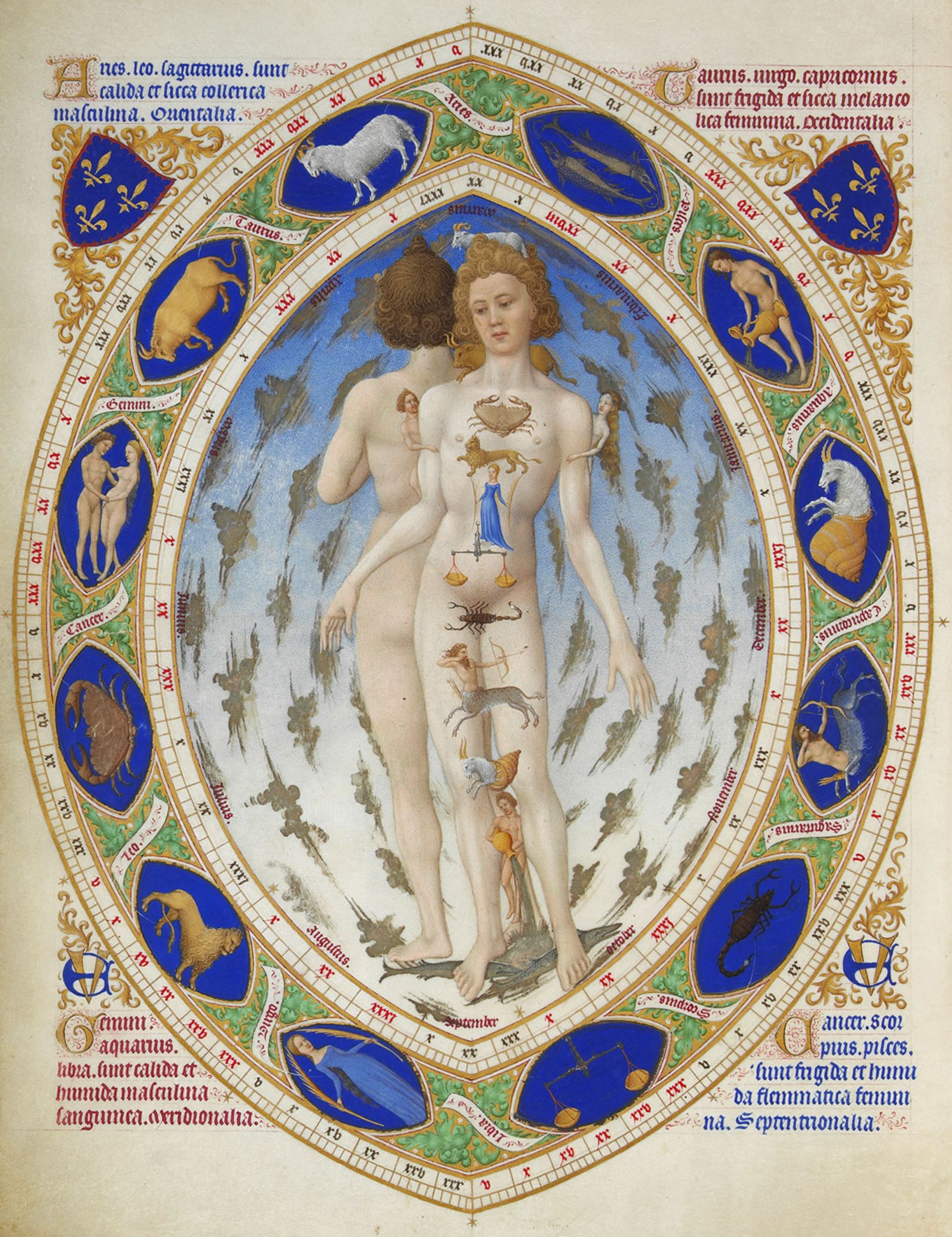
Иллюстрация из Часослова герцога Беррийского XV века, отображающая связь знаков зодиака с Гиппократовыми темпераментами в соответствии с «горячестью-холодностью» и «влажностью-сухостью» зодиакальных созвездий

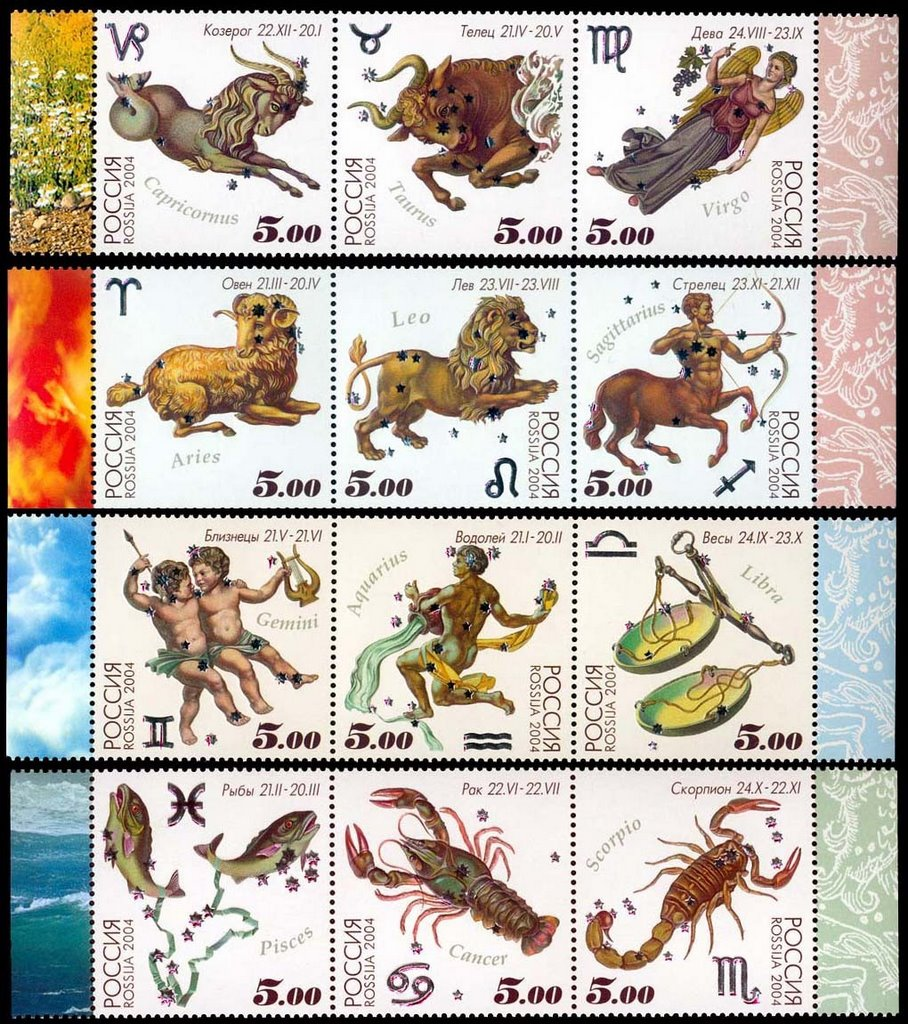
Знаки зодиака. Малый лист, почта России, 2004 год

Зна́ки зодиа́ка — участки зодиакального пояса (12 секторов по 30°), которым астрология приписывает определённые метафизические свойства и использует при анализе гороскопов.

## История возникновения
Деление эклиптики на двенадцать частей восходит к шестидесятеричной системе счисления и астрономии древнего Вавилона, которые послужили основанием для деления года на двенадцать месяцев, подобно как принятое там разделение небесного круга на 360 угловых долей (примерно в соответствии с количеством дней в году) явилось источником для деления окружности на 360 градусов в геометрии. Знаки зодиака — это равные сектора небесной сферы с вершинами в полюсах эклиптики, опирающиеся на отрезки в 1/12 эклиптического круга. Началом зодиакального круга и первого знака зодиака считается точка весеннего равноденствия, далее знаки следуют по ходу годового движения Солнца.
Названия знаков зодиака происходят от зодиакальных созвездий. Классическая зодиакальная система складывалась в середине I тысячелетия до н. э., когда точка весеннего равноденствия находилась в созвездии Овна, и зодиакальные знаки были названы по находившимся в соответствующих секторах созвездиям, однако вследствие прецессии земной оси с течением времени знаки смещаются относительно созвездий в западном направлении (или, что то же самое, звёзды смещаются относительно знаков в восточном).
Большинство астрологических традиций сохранили привязку зодиака к точкам равноденствий и солнцестояний («тропический зодиак»), однако некоторые школы считают знаками зодиака участки эклиптики, примерно соответствующие зодиакальным созвездиям в текущую эпоху (то есть используют «сидерический зодиак»). Обычно знаки в сидерическом зодиаке по-прежнему считаются равными 30°, но относительно точки начала зодиака нет определённости: обычно указывается, что смещение сидерического зодиака относительно тропического равно «примерно одному знаку» (то есть примерно прецессии за два тысячелетия), иногда указывается величина в 21°. В ведической астрологии общепринят сидерический зодиак со смещением в настоящую эпоху около 24°. Движением точки весеннего равноденствия по знакам сидерического зодиака объясняется концепция «астрологических эр».
Кроме того, в настоящую эпоху эклиптика проходит не через 12, а через 13 созвездий (согласно установленным МАС границам), поэтому, хотя астрология продолжает использовать классические двенадцать эклиптических секторов, фактически ныне существует тринадцать зодиакальных созвездий. Впрочем, в некоторых эзотерических школах отдельно рассматривается и «знак Змееносца».
В свете распространения в XX веке массовой популярной астрологии и, в частности, характеристики личности по зодиакальному положению Солнца, которое легко определяется по календарю, понятие «знак зодиака» часто применяется для обозначения соответствующего периода, а также людей, родившихся в этот период (то есть имеющих в натальной карте положение Солнца в этом знаке).

## Названия и изображения
Названия знаков происходят от названий двенадцати соответствующих зодиакальных созвездий, в которых поочерёдно находится Солнце в своём годовом движении. Знаки зодиака, являющиеся основным элементом астрологии, для современной астрономии имеют лишь историческое значение.
Существует версия, по которой названия знаков возникли по мотивам подвигов Геракла.

Изображение знаков зодиака
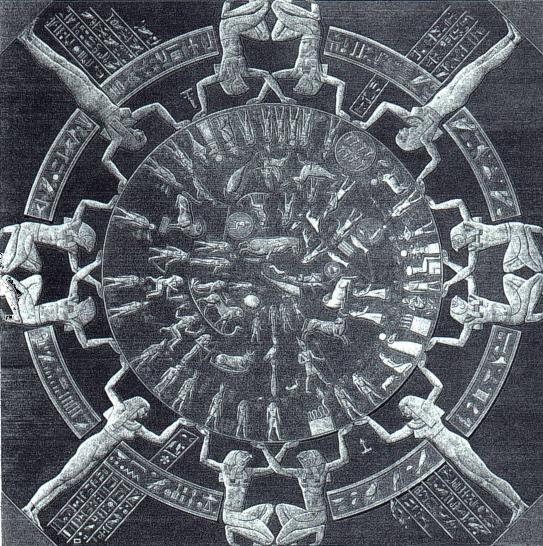
Зодиак с 12 знаками и 36 декадами, древнеегипетская фреска из Дендера
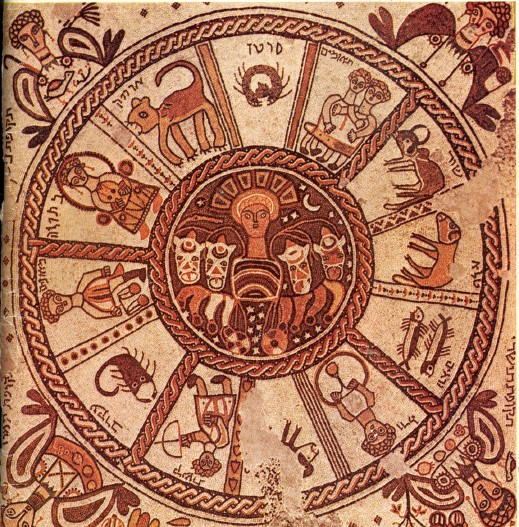
Мозаичный пол в синагоге Беит Альфа[англ.], VI век
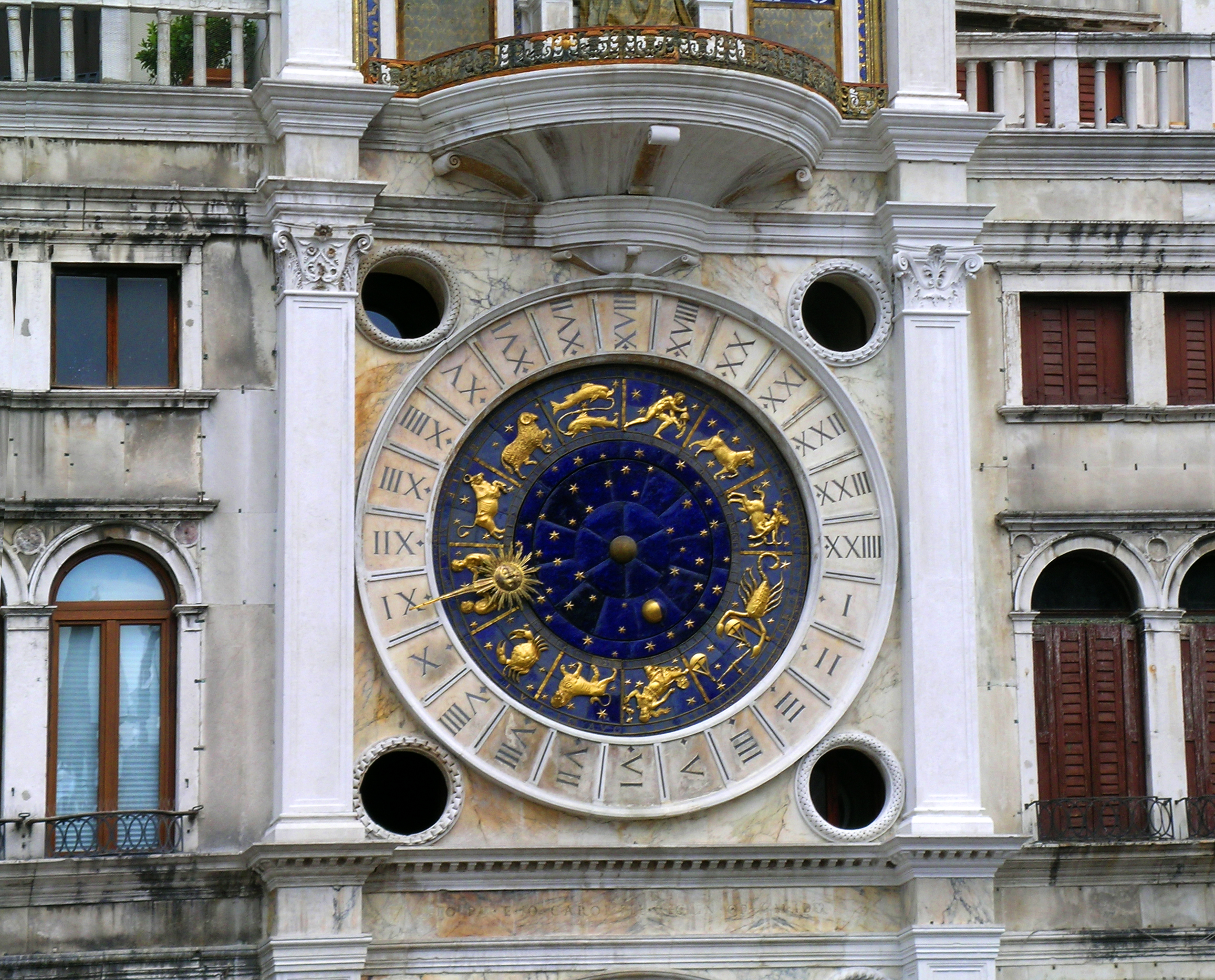
Зодиакальные часы Часовой Башни на Площади Собора Святого Марка, Венеция, XV век
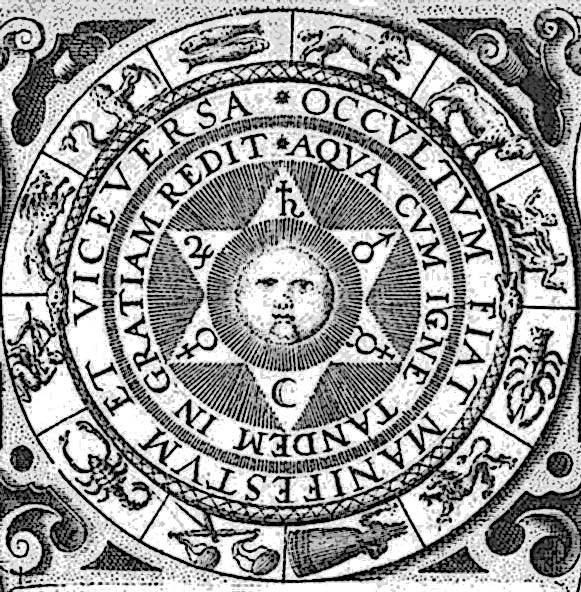
Иллюстрация из европейской книги 1618 года
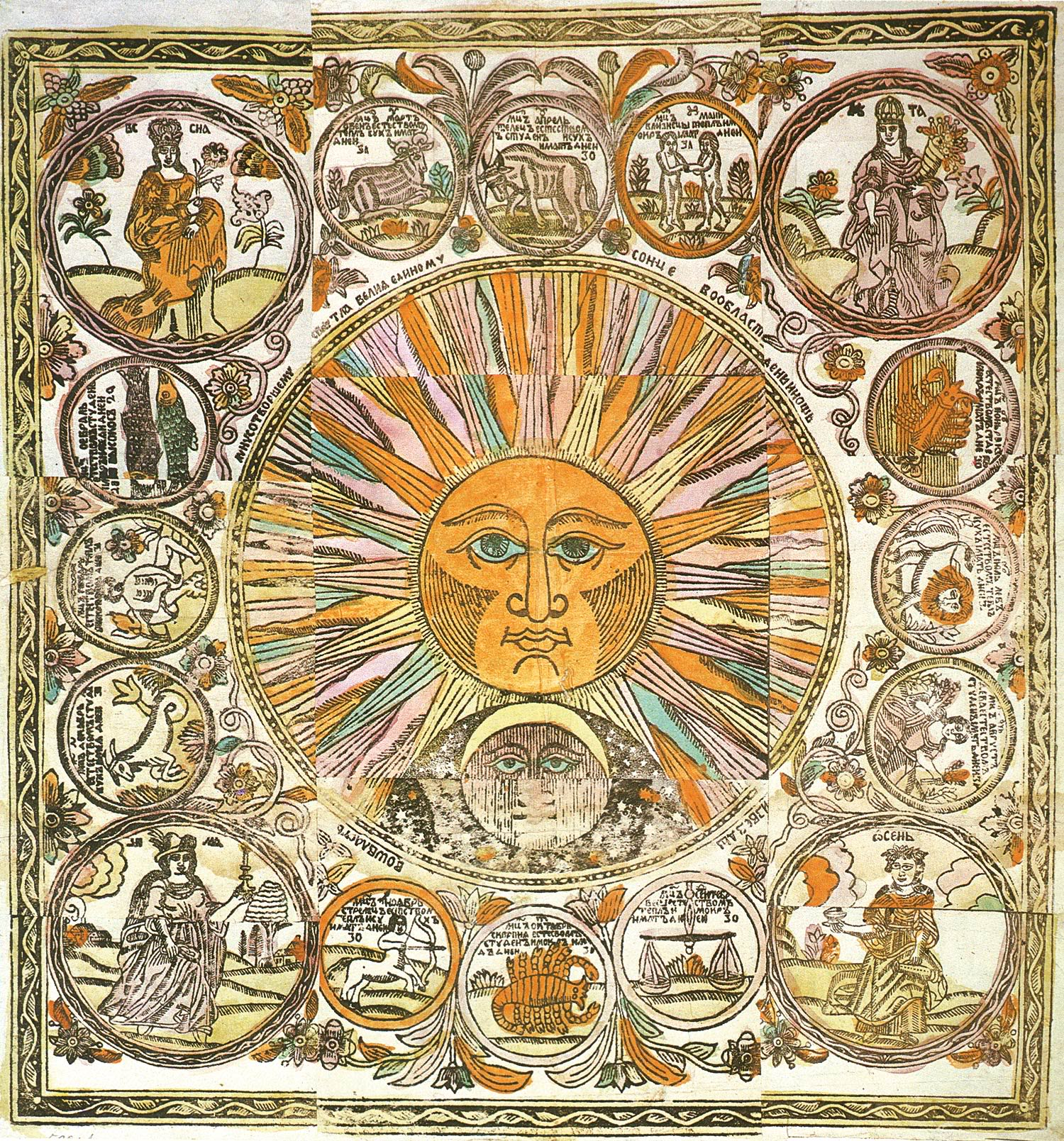
Русь, конец XVII — начало XVIII века

### Символы вЮникоде
| Знак | Значение  | Код символа (UTF) |
| ---- | --------- | ----------------- |
| ♈   | Овен      | U+2648            |
| ♉   | Телец     | U+2649            |
| ♊   | Близнецы  | U+264A            |
| ♋   | Рак       | U+264B            |
| ♌   | Лев       | U+264C            |
| ♍   | Дева      | U+264D            |
| ♎   | Весы      | U+264E            |
| ♏   | Скорпион  | U+264F            |
| ⛎   | Змееносец | U+26CE            |
| ♐   | Стрелец   | U+2650            |
| ♑   | Козерог   | U+2651            |
| ♒   | Водолей   | U+2652            |
| ♓   | Рыбы      | U+2653            |

## Использование в астрологии
Точка весеннего равноденствия является в западной астрологии началом знака Овен и всего круга зодиакальных знаков.
В астрологии считается, что положение Солнца, Луны, планет и других небесных объектов в знаках зодиака коррелирует с событиями на земле (иногда говорят, что положение планет «оказывает влияние на события на земле»). Также астрологи считают, что судьба и характер человека отражается в его астрологической карте, при этом немаловажно, в каких знаках находились небесные тела при его рождении. Знак, в котором находилось Солнце, в момент рождения человека, иногда называется его «солнечным знаком» (часто используется термин «знак зодиака» или просто «знак», что с точки зрения многих астрологов не совсем корректно). Но астрологи большое значение придают и положению Луны в астрологической карте — лунному знаку, а также положению асцендента — восходящему знаку.

### Солнце в знаках зодиака
Знаки зодиака могут определяться как табличным методом по дате гражданского календаря, так и расчётным, исходя из положения Солнца на эклиптике. В России при публикации гороскопов в основном используют вариант II. В отличие от знаков зодиака, в астрономии периоды прохождения Солнца по зодиакальным созвездиям очень неравномерны (Дева — 45 дней, Рак — 20 дней, Скорпион — 7 дней).
| Овен      | Овен      | 21 марта — 19 апреля     | 21 марта — 20 апреля     | 19 апреля — 13 мая       |
| Телец     | Телец     | 20 апреля — 20 мая       | 21 апреля — 21 мая       | 14 мая — 19 июня         |
| Близнецы  | Близнецы  | 21 мая — 20 июня         | 22 мая — 21 июня         | 20 июня — 20 июля        |
| Рак       | Рак       | 21 июня — 22 июля        | 22 июня — 22 июля        | 21 июля — 9 августа      |
| Лев       | Лев       | 23 июля — 22 августа     | 23 июля — 21 августа     | 10 августа — 15 сентября |
| Дева      | Дева      | 23 августа — 22 сентября | 22 августа — 23 сентября | 16 сентября — 30 октября |
| Весы      | Весы      | 23 сентября — 22 октября | 24 сентября — 23 октября | 31 октября — 22 ноября   |
| Скорпион  | Скорпион  | 23 октября — 21 ноября   | 24 октября — 22 ноября   | 23 ноября — 29 ноября    |
| Змееносец | Змееносец | —                        | —                        | 30 ноября — 17 декабря   |
| Стрелец   | Стрелец   | 22 ноября — 21 декабря   | 23 ноября — 22 декабря   | 18 декабря — 18 января   |
| Козерог   | Козерог   | 22 декабря — 19 января   | 23 декабря — 20 января   | 19 января — 15 февраля   |
| Водолей   | Водолей   | 20 января — 18 февраля   | 21 января — 19 февраля   | 16 февраля — 11 марта    |
| Рыбы      | Рыбы      | 19 февраля — 20 марта    | 20 февраля — 20 марта    | 12 марта — 18 апреля     |

### Классификация знаков
В классификации астрологии знаки группируют по четырём триплицитетам (тригонам), согласно стихиям:
- огненный (горячий и сухой), представлен мужскими знаками — Овен, Лев, Стрелец. Тригон преимущественно северный, дневной его правитель Солнце, ночной — Юпитер;
- земной (холодный и сухой), представлен женскими знаками — Телец, Дева, Козерог. Тригон преимущественно южный, дневной его правитель Венера, ночной — Луна;
- воздушный (горячий и влажный), представлен мужскими знаками — Близнецы, Весы, Водолей. Тригон преимущественно восточный, дневной его правитель Сатурн, ночной — Меркурий;
- водный (холодный и влажный), представлен женскими знаками — Рак, Скорпион, Рыбы. Тригон преимущественно западный, его правитель Марс, также имеются дневной правитель Венера и ночной — Луна[7][8][9].

В основе деления знаков на мужские и женские лежит принцип чередования дня и ночи. Мужскими (то есть дневными, а потому горячими) являются все нечётные знаки: Овен, Близнецы, Лев, Весы, Стрелец, Водолей. Следовательно, женскими (то есть ночными, а потому холодными) выступают чётные: Телец, Рак, Дева, Скорпион, Козерог и Рыбы.
Помимо этого, используется деление знаков на северные и южные в зависимости от их расположения относительно точек равноденствия. К северным относятся знаки первой половины круга зодиака — Овен, Телец, Близнецы, Рак, Лев и Дева, к южным — Весы, Скорпион, Стрелец, Козерог, Водолей и Рыбы. Джон Миддлтон считал северные знаки командующими, а южные подчинёнными. Также применяется деление на квадранты (четверти), соответствующие временам года и темпераментам:
- весенняя четверть (сангвиническая), превосходит остальные по влажности — Овен, Телец, Близнецы;
- летняя четверть (холерическая), превосходит других по жаре — Рак, Лев, Дева;
- осенняя четверть (меланхолическая), превосходит всех по сухости — Весы, Скорпион, Стрелец;
- зимняя четверть (флегматичная), превосходит по холоду — Козерог, Водолей, Рыбы[7][8].

Существует ещё разделение знаков на кардинальные, фиксированные и мутабельные:
- кардинальные[англ.] (Овен, Рак, Весы, Козерог) — названы так, потому что с них начинаются времена года. Известны также как подвижные, потому что в Овне и Весах происходит резкое изменение погоды. Среди них выделяются знаки солнцеворотные или тропические (Рак и Козерог), которые связаны со временем солнцестояний, а также равноденственные (Овен и Весы);
- фиксированные[англ.], они же твёрдые (Телец, Лев, Скорпион, Водолей) — названы так потому, что особенность соответствующего времени года в них отчётливо выражена;
- мутабельные, они же общие, или же двутельные — название показывает, что эти знаки сочетают природу и сущность двух соседствующих сезонов:
  - Близнецы: отмечает конец весны в Северном полушарии и конец осени в Южном полушарии
  - Дева: отмечает конец лета в Северном полушарии и конец зимы в Южном полушарии
  - Стрелец: отмечает конец осени в Северном полушарии и конец весны в Южном полушарии
  - Рыбы: отмечает конец зимы в Северном полушарии и конец лета в Южном полушарии

Трудно сказать, когда и где сформировалось представление о мутабельных знаках, но они упоминаются уже по крайней мере в «Четверокнижии» Клавдия Птолемея.
Наконец, имеются такие классификации, как:
1. знаки плодовитые (плодородные), они же немые или знаки медленного голоса (Рак, Скорпион, Рыбы), бесплодные (Близнецы, Лев, Козерог) и нейтральные (Овен, Телец, Дева, Весы, Стрелец, Водолей);
2. знаки человеческие или учтивые (Близнецы, Дева, Весы, Водолей) и животные, они же четвероногие (Овен, Телец, Лев, Стрелец, Козерог)[8][9].

### Отношение к небесным телам
Зодиакальные знаки соотносятся с качествами планет по принципу «дружественности» или созвучности. Астрологи считают, что каждым знаком управляет какая-либо планета (в современных астрологических течениях знаком могут управлять две планеты и даже астероиды и фиктивные точки, однако это не согласуется с классической астрологической парадигмой), этот знак называется также «обителью»; противоположный ему знак — называется знаком изгнания планеты. С другой стороны, каждая планета имеет экзальтацию («возвышение») в одном из знаков и находится в падении в знаке противоположном.
| Знак зодиака          | Стихия     | Обитель (управитель знака) | Экзальтация (расцвет сил) | Изгнание | Падение     |
| --------------------- | ---------- | -------------------------- | ------------------------- | -------- | ----------- |
| ♈ Овен               | Огонь      | Марс                       | Солнце                    | Венера   | Сатурн      |
| ♉ Телец              | Земля      | Венера                     | Луна                      | Марс     | отсутствует |
| ♊ Близнецы           | Воздух     | Меркурий                   | Меркурий                  | Юпитер   | отсутствует |
| ♋ Рак                | Вода       | Луна                       | Юпитер                    | Сатурн   | Марс        |
| ♌ Лев                | Огонь      | Солнце                     | Плутон                    | Сатурн   | отсутствует |
| ♍ Дева               | Земля      | Меркурий                   | Меркурий                  | Юпитер   | Венера      |
| ♎ Весы               | Воздух     | Венера                     | Сатурн                    | Марс     | Солнце      |
| ♏ Скорпион           | Вода       | Плутон                     | Уран                      | Венера   | Луна        |
| ⛎ Змееносец (спорно) | Вода-Огонь | Плутон                     | отсутствует               | Юпитер   | отсутствует |
| ♐ Стрелец            | Огонь      | Юпитер                     | Венера                    | Меркурий | отсутствует |
| ♑ Козерог            | Земля      | Сатурн                     | Марс                      | Луна     | Юпитер      |
| ♒ Водолей            | Воздух     | Уран                       | Нептун                    | Солнце   | отсутствует |
| ♓ Рыбы               | Вода       | Нептун                     | Венера                    | Меркурий | Меркурий    |